# Linthal GL
| GL ist das Kürzel für den Kanton Glarus in der Schweiz. Es wird verwendet, um Verwechslungen mit anderen Einträgen des Namens Linthal zu vermeiden. |

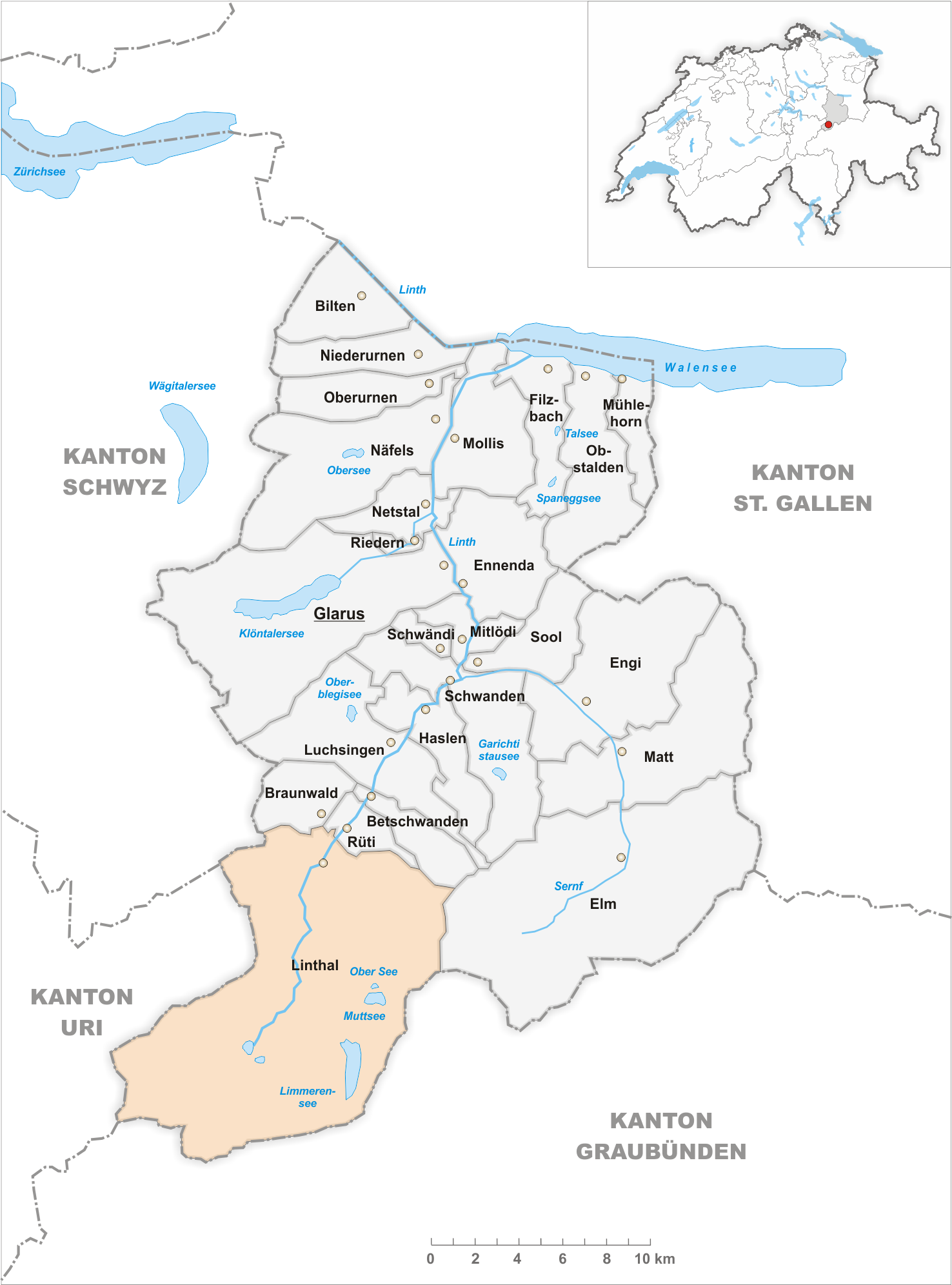
Gemeindestand vor der Fusion am 1. Januar 2011

Linthal ist eine ehemalige politische Gemeinde des Kantons Glarus in der Schweiz.
Das Dorf wurde im Rahmen der Glarner Gemeindereform auf den 1. Januar 2011 mit den Gemeinden Betschwanden, Braunwald, Elm, Engi, Haslen, Luchsingen, Matt, Mitlödi, Rüti (GL), Schwanden (GL), Schwändi und Sool zur neuen Gemeinde Glarus Süd zusammengelegt.

## Geographie

Linthal, historisches Luftbild von 1923, aufgenommen aus 300 Metern Höhe von Walter Mittelholzer

Blick auf die Klausenstrasse und Linthal, um 1908

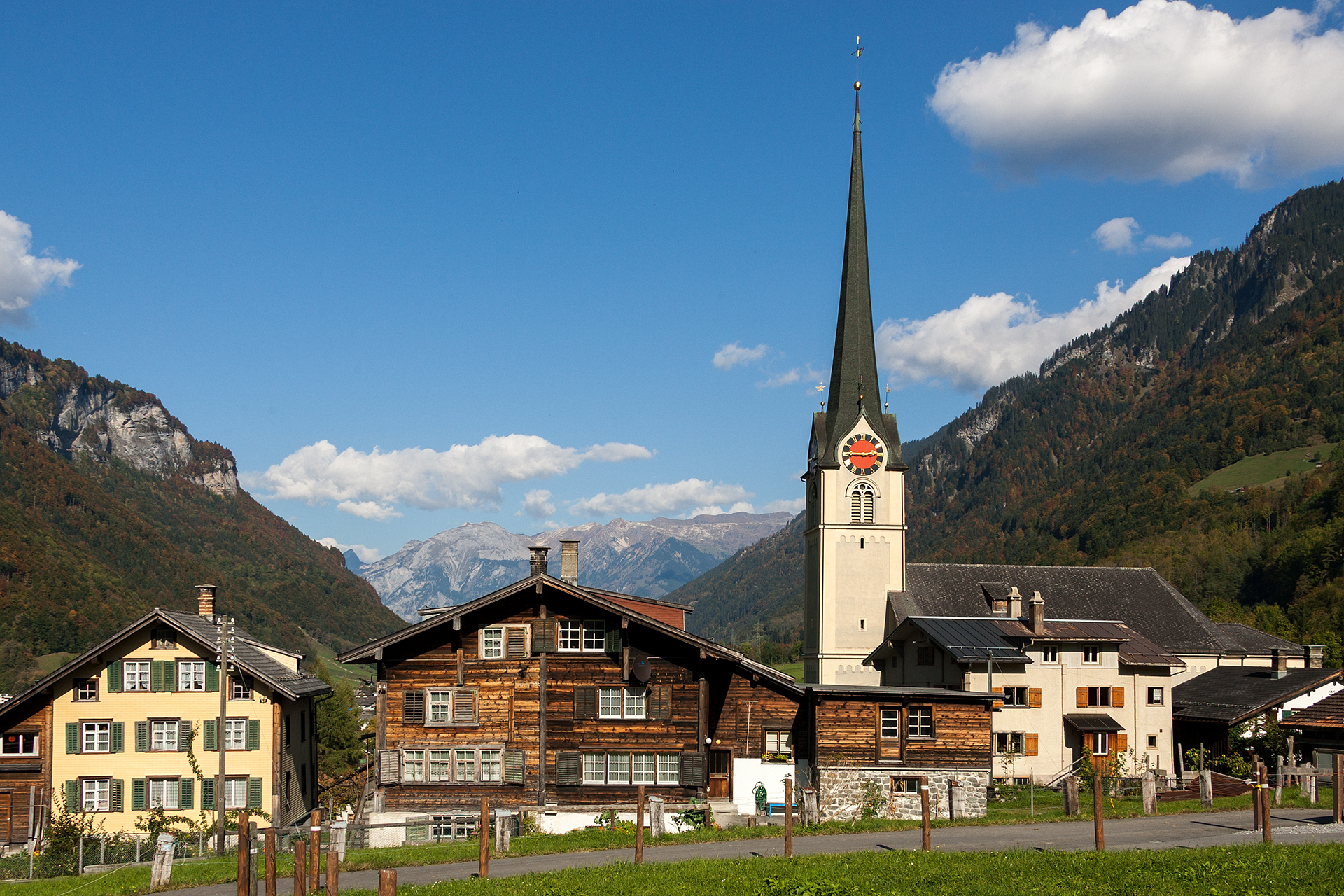
Reformierte Kirche von Linthal

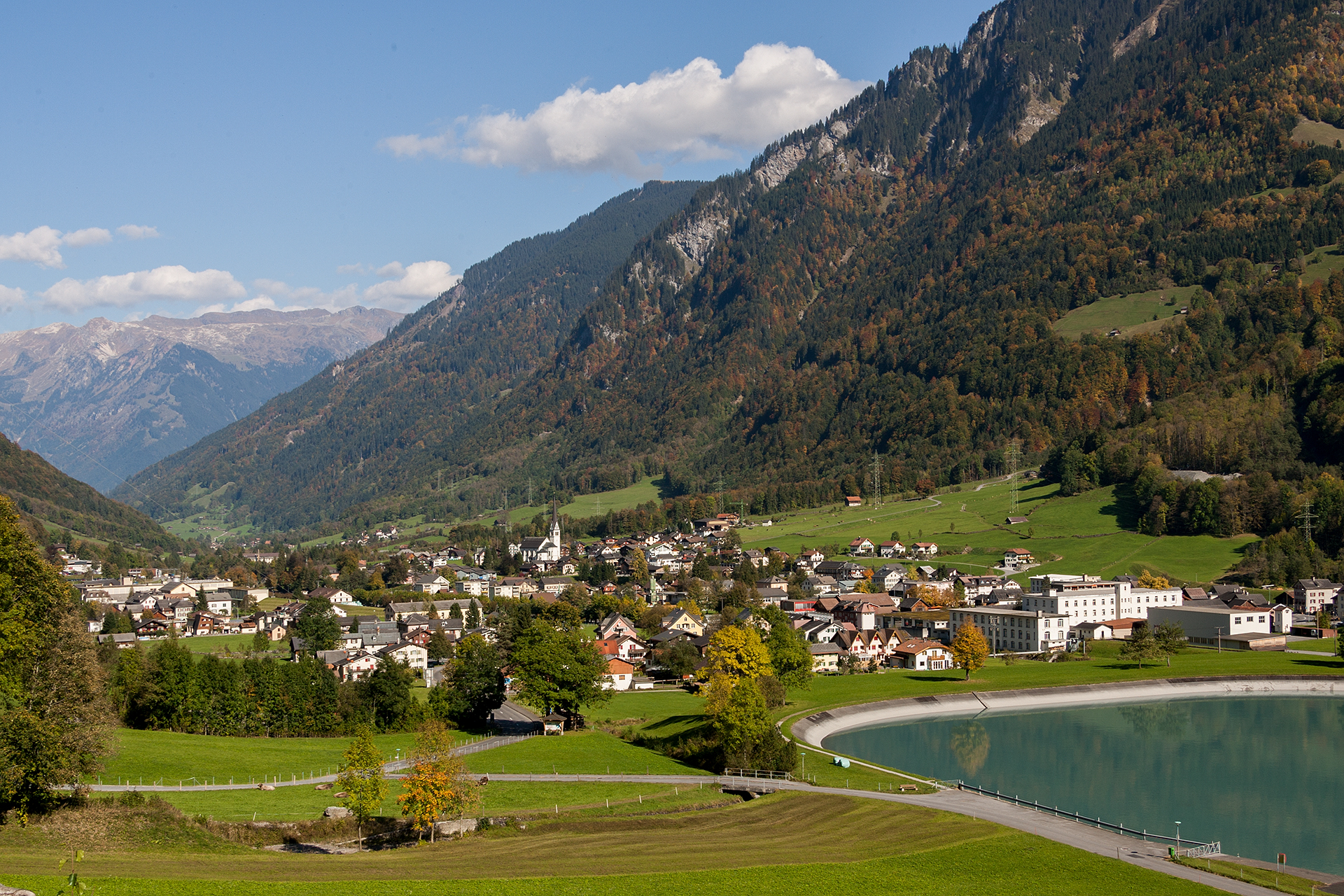
Linthal mit Ausgleichsbecken

Das Dorf Linthal liegt im oberen Linthtal, nördlich des Quellgebiets der Linth. Südwestlich des Dorfes fliesst von links der Fätschbach und nördlich davon von rechts der Durnagel in die Linth, die nach Norden in Richtung Linthebene abfliesst. Bis 2010 war Linthal die südlichste Gemeinde des Kantons. Mit gut 131 km² wies Linthal die grösste Gemeindefläche aller Glarner Gemeinden auf. Zum Gemeindegebiet gehörten der Limmerensee (1857 m ü. M.) und der Muttsee (2448 m ü. M.), zwei Stauseen der Kraftwerke Linth-Limmern AG (KLL).
Im südlichen Teil der früher eigenständigen Gemeinde liegen die höchsten Gipfel der Glarner Alpen. Der höchste Punkt der Gemeinde und gleichzeitig auch des Kantons ist der 3614 m ü. M. hohe Tödi (rät. Piz Russein), an der Grenze zum Kanton Graubünden.

## Geschichte
Die Bezeichnung Lintal wird in alten Schriften im Jahre 1289 erwähnt und könnte vom gallischen lintä (die Mächtige, Biegsame) abstammen, was auf den gleichnamigen Fluss hinweisen würde. Bereits im Jahre 1283 ist eine Kapelle belegt, welche ab etwa 1319 als Pfarrkirche benannt wurde. Im Jahre 1333 wurde eine Schwesternklause neben der Kirche erwähnt. Im Habsburger und Säckinger Urbar wurde Linthal noch als Tagwen Nieder- und Oberlinthal geführt. Im Jahre 1395 konnte der endgültige Loskauf von den Grundzinsen des Klosters Säckingen abgehandelt werden
Im Jahre 1457 wurde die erste als Pantenbrücke benannte Steinbogenbrücke über die tief eingeschnittene, enge Linthschlucht südlich von Tierfehd errichtet. Dadurch wurde der Zugang zur Baumgartenalp erschlossen, was die Alpsömmerung von Rindern ermöglichte. Bis ins 18. Jh. lebte man im Tal von der Land- und Forstwirtschaft, der Züchtung von Schlachtvieh für den Export und Solddiensten. Die Nachfrage nach Milchprodukten stieg im 18. Jh. stark an. Dies führte dazu, dass die Bestände an Schlachtvieh zu Gunsten der Milchkühe zurückgingen.
Zusätzliche Verdienstmöglichkeiten eröffneten sich 1714 durch Heimarbeit in der Baumwollspinnerei und 1760 durch die Handweberei. Bis zum Jahre 1897 wird Linthal noch als Linththal bezeichnet. Im Jahre 1838 eröffnete Heinrich Kunz in Linththal die Spinnerei Kunz. Kunz beschäftigte etwa 300 Arbeitskräfte. Im Jahre 1852 wurde durch die Gebrüdern Becker aus Ennenda eine Feinspinnerei und -weberei gegründet. Die seit 1901 als Bebié-Wollfabrik benannte Spinnerei war bis 1998 für die Herstellung von Strickgarnen bekannt.

## Wirtschaft

### Kraftwerke Linth-Limmeren
Einer der wichtigsten Wirtschaftszweige von Linthal ist neben dem Tourismus die Produktion von elektrischer Energie durch Wasserkraft. Zu diesem Zweck wurde am 25. Juni 1957 die Kraftwerke Linth-Limmern AG (KLL) gegründet und ins Glarner Handelsregister eingetragen. Das Kraftwerk nahm in den Jahren 1964 bis 1968 den Betrieb auf. Das Wasser aus dem Quellgebiet der Linth wurde durch drei Kraftwerke optimal genutzt. In zwei Ausbauschritten konnten die Kraftwerksleistungen der bestehenden Anlagen von ursprünglich 340 MW auf 1445 MW erhöht werden.

## Verkehr

### Strasse
Linthal ist der Ausgangspunkt der Klausenpassstrasse. Bereits vor Jahrhunderten bestand ein Saumpfad über den Klausenpass ins Urner Reusstal. Damit verbunden ist die Legende von der Grenzziehung am Klausenpass zwischen Glarus und Uri, die besagt, dass die Grenzstreitigkeiten mit einem Wettlauf gelöst wurden. Je ein Läufer sollte von beiden Seiten starten und dort, wo sie sich treffen, solle der künftige Grenzverlauf sein. Die Startzeit zum ersten Hahnenschrei am Morgen zogen die Urner vor, indem sie ihre Hähne hungern liessen und diese bereits mitten in der Nacht zu schreien begannen. So passierte der Urner Läufer die Passhöhe und rannte weiter in Richtung Glarus, bis er auf den Glarner Läufer traf. Ob wahr oder nicht, von Linthal aus in Richtung Südosten erreicht man nach einer kurzen Steilstrecke, wo die heutige Strasse in Serpentinen verläuft, ein breites Hochtal, den Urner Boden. Nach nur 5 km Luftlinie erreicht man auf 1310 m ü. M. die Grenze zum Kanton Uri, von wo aus es nochmals 8 km Luftlinie bis auf den Klausenpass (1948 m ü. M.) sind.
Die relativ gut ausgebaute Klausenpassstrasse ist Teil der Hauptstrasse 17 (Leibstadt–Zürich–Rapperswil–Glarus–Altdorf) und im Sommer eine bei Motorradfahrern beliebte Ausflugsroute. Da der Klausenpass nicht wintersicher ist, kann der Urner Boden über das Winterhalbjahr nur von Glarus her erreicht werden.
Von Linthal führt eine Strasse durchs Linthtal nach Süden zur Streusiedlung Tierfehd (805 m ü. M.) am Fusse des Tödi. Die Strasse dient vor allem der Erschliessung der gleichnamigen Kraftwerksanlagen und des Kavernenkraftwerks (816 m ü. M.) unterhalb des Limmerensees.

### Eisenbahn
Linthal wurde am 1. Juni 1879 durch die Eröffnung des letzten Teilabschnitts der Strecke Weesen-Linthal an das sich im Aufbau befindende schweizerische Eisenbahnnetz angeschlossen. An der damals von der Schweizerischen Nordostbahn (NOB) eröffneten Strecke hat sich bis heute wenig verändert. Vom Kantonshauptort Glarus aus, der bereits früher seinen Bahnanschluss erhielt, führt die 15,85 km lange, einspurige Strecke über eine Höhendifferenz von 175 Metern zum Streckenendpunkt im Ortsteil (Unter-)Ennetlinth (648 m ü. M.), mit einer einzigen Kreuzungsmöglichkeit für Züge in Schwanden.
Zum 125 Jahre-Jubiläum der Strecke im Jahre 2004 wurde die Modernisierung des etwa 10,6 km langen Abschnitts Schwanden–Linthal in Angriff genommen. Publikumsanlagen wie Perronhöhen und Perronlängen wurden an die aktuellen Standards der SBB angepasst. Neben der Optimierung der Infrastruktur durch Ausbau von Weichen und Stumpengleisen, Aufhebung unbewachter, unfallträchtiger Bahnübergänge, war die Realisierung der Streckenfernsteuerung, ab dem Stellwerk Ziegelbrücke, im Vordergrund.
Linthal ist seit 1907 Standort der Talstation der meterspurigen Braunwaldbahn, einer knapp 1,4 km langen Standseilbahn zum nördlich gelegenen, autofreien Ferienort Braunwald GL (1256 m ü. M.).

## Sehenswürdigkeiten
Bekannt ist die Gemeinde als Ausgangspunkt für Wanderungen im Gebiet der Glarner Alpen sowie für Ausflüge nach Braunwald und auf den Klausenpass.
Der Fernwanderweg Via Alpina verläuft mit Etappe C4 von Elm im Sernftal nach Linthal über den 2261 m hohen Richetlipass. Von Linthal über Tierfehd, die Muttenalp und den 2714 m hohen Kistenpass gelangt man nach Brigels im Bündner Vorderrheintal.
Das Suworow-Museum wurde 1986 gegründet und ist seit Juni 2012 in Linthal. Gezeigt werden Bilder, Bücher und Bodenfunde aus der Zeit als der russische Generalissimus Alexander Wassiljewitsch Suworow, im Jahre 1799, im zweiten Koalitionskrieg mit der russischen Armee über die Alpen durch die Schweiz kam.

## Persönlichkeiten
- Jost Tschudi (um 1380–um 1456), Glarner Landammann und militärischer Führer Glarner Truppen
- Bernhard Becker (1819–1879), evangelischer Geistlicher und Sozialpolitiker
- Jacques Schiesser (1848–1913), Unternehmer
- Alfred Weber (1923–2015), Jurist und Politiker, Nationalrat
- Kurt Albert (* 1952), Kapellmeister der Ländlerkapelle Echo vom Tödi
- Betty Legler (* 1961), Sängerin und Songwriterin
- Marcel Schneider (* 1964), Fussballspieler, Elektroingenieur und Manager
- André Reithebuch (* 1986), Mister Schweiz 2009[10]